# Грім
Грім — акустичне атмосферне явище, що спостерігається як гучний звук, який супроводжує блискавку під час грози, зазвичай влітку. Звук грому буває різним залежно від відстані до удару блискавки — від різкого, оглушливого тріску (як постріл рушниці) до довгого низького і протяжного гуркоту (гулу).
Поява грому викликана електричними розрядами блискавки — раптове підвищення температури у ній спричиняє стрімке підвищення тиску і розширення повітря навколо неї, і в самій стрілі блискавки. Своєю чергою, це розширення повітря створює звукову ударну хвилю, схожу на звуковий удар, яке створює звук грому, часто згадується як удар, тріск, або гуркіт грому. Звук, подібний до грому, також супроводжує перехід літального апарата звукового бар'єра і спричинений ударною хвилею.

## Різне
Поки грім не вдарить, мужик не перехреститься (приказка).
Коли гримить, найменший у сім'ї має перехрестити небо (народне повір'я)
Час від удару блискавки до звуку грому помножений на швидкість звуку дає відстань до блискавки.
У старослов'янській міфології грім створював бог Перун.
За народним повір'ям (утвореним після прийняття християнства), пророк Ілля під час грози їде небесною колісницею і карає грішників громом і блискавкою.
| Погода | Це незавершена стаття з метеорології. Ви можете допомогти проєкту, виправивши або дописавши її. |